# Traquis (Fócide)
Traquis (en griego, Τραχίς) es el nombre de una antigua ciudad griega de Fócide. Sus habitantes se llamaban traquinios.
Estrabón la ubica cerca de Lebadea. Pausanias también la cita como una de las ciudades que fueron destruidas tras la Guerra Focidia pero no da ninguna indicación de dónde estaba situada.